# Ash-Meadows-Killifisch
Der Ash-Meadows-Killifisch (Empetrichthys merriami) ist eine ausgestorbene Süßwasserfischart aus der Familie der Hochlandkärpflinge (Goodeidae). Er bewohnte die Thermalquellen in Ash Meadows, Nye County, Nevada. Das Artepitheton ehrt den US-amerikanischen Naturforscher Clinton Hart Merriam.

## Merkmale
Der Ash-Meadows-Killifisch erreichte eine Standardlänge von circa 63,5 mm. Die Kopflänge war 2,8 bis 3,4 mal in der Standardlänge enthalten, die Körperhöhe 2,8 bis 3,7 mal. Der Kopf war stämmig und seitlich gesehen schwer, etwas schmal und zur Schnauze hin verengend. Die Schnauze war abrupt nach unten abgeschrägt, so dass das Maul unterhalb der Längsschnittebene lag. Das Maul war schmaler, die Kiefer unterschiedlich. Der Unterkiefer war hervorstehend. Die Zähne waren konisch, zweireihig (biserial) bis schwach dreireihig (triserial).  Einige von den äußeren Zähnen waren etwas vergrößert. Die Knochen der Rachenhöhle waren vergrößert. Die Rachenzähne waren leicht molariform. Die Färbung ist nur von Exemplaren bekannt, die in Alkohol konserviert sind. Die Oberseite ist dunkelbraun. Die Flanken und die Unterseite sind heller und mit braunen und weißen Flecken bedeckt. Der Bauch ist gescheckt und die Flossen dunkel. Die Schuppen sind braun mit einer weißen Umrandung.

## Verbreitung
Der Ash-Meadows-Killifisch war in fünf Quellen im Einzugsgebiet des Amargosa Rivers in Ash Meadows endemisch. Diese waren Big Spring (= Desert Spring), Eagle Spring, Point-of-Rocks Spring, Forest Spring und Hidden Spring.

## Systematik
Der Ash-Meadows-Killifisch wurde 1893 von Charles Henry Gilbert als Typusart der Gattung Empetrichthys klassifiziert. Diese Gattung wurde in der Vergangenheit in verschiedene Familien gestellt, darunter 1893 in die Familie Cyprinodontidae von Gilbert, 1896 in die Familie Poeciliidae von David Starr Jordan und Barton Warren Evermann, 1920 in die Familie Orestiidae von Carl H. Eigenmann und 1931 von George Sprague Myers in die Tribus Fundulini der Familie Cyprinodontidae. Heute steht die Gattung in der Unterfamilie Empetrichthyinae der Familie Goodeidae.

## Aussterben
Die ersten sieben Exemplare des Ash-Meadows-Killifischs wurden 1891 von Charles Henry Gilbert gesammelt, der die Art schon bei der Entdeckung als selten bezeichnete. 1930 wurden drei weitere Exemplare von Joseph H. Wales und George Sprague Myers gesammelt. Zwischen 1936 und 1942 erforschten Robert Rush Miller und Ralph G. Miller die fünf Quellen Big Spring (= Desert Spring), Eagle Spring, Point-of-Rocks Spring, Forest Spring und Hidden Spring, wo sie 22 Exemplare vorfanden. Das letzte bekannte Exemplar des Ash-Meadows-Killifischs wurde im September 1948 von John Kopec und W. H. Hildemann in der Big Spring gesammelt. 1953 konnte der Ichthyologe Otto M. Sokol bei Untersuchungen in der Big Spring kein Exemplar mehr nachweisen. Auch Expeditionen in der Folgezeit schlugen fehl. Als mögliche Aussterbeursache gilt das Auftauchen fremder Arten im Großen Becken und in Ash Meadows ab dem Jahr 1937. Hierzu zählen der Nordamerikanische Ochsenfrosch, der Spitzmaulkärpfling, der Koboldkärpfling und der Rote Amerikanische Sumpfkrebs. Diese Arten stellten dem Ash-Meadows-Killifisch nach oder machten ihm Nahrung und Lebensraum strittig. Ein weiterer Grund für sein Verschwinden war offenbar die Veränderung des Lebensraums.